# Duroc
Pour les articles homonymes, voir Duroc (homonymie).
Le duroc est une race porcine originaire des États-Unis, où il est apparu au cours du XIXe siècle à la suite de divers croisements opérés entre des cochons à la robe rouge, vraisemblablement importés par divers navigateurs auparavant.
La robe du duroc peut varier entre le doré et le rouge-brique. C'est un cochon de grande taille, qui produit une viande de bonne qualité mais pèche par ses qualités maternelles trop modestes. Il est utilisé en race pure ou en croisements pour obtenir des verrats terminaux. Très courant dans son pays d'origine où il s'agit de la seconde race en termes d'effectifs, le duroc a été exporté un peu partout dans le monde, et notamment vers l'Europe, dans les années 1960.

## Origine
La race Duroc est originaire de l'est des États-Unis. Les porcs rouges, pouvant être les ancêtres de la race, ont été importés très précocement en Amérique du Nord. Christophe Colomb en aurait lui-même amené lors de son second voyage. Des cochons de couleur rouge ont également vraisemblablement été apportés dans des navires d'esclaves en provenance de Guinée ou par des navigateurs venant d'Espagne et du Portugal. Des porcs de race Berkshire rouge ont également été importés d'Angleterre.
Au début du XIXe siècle, deux races de porcs rouges sont élevés parallèlement dans la région de la Corn Belt, aux États-Unis. Il s'agit du Jersey Red, élevé dans la région de New Jersey, et du Duroc, élevé dans la région de New York. Celui-ci apparaît lorsqu’Isaac Frink de Milton, dans le comté de Saratoga, achète un porc rouge à Harry Kelsey et nomme ce verrat « Duroc », en l'honneur d'un étalon que Kelsey possède. La race Duroc descend de ce verrat, et porte dès lors le nom d'un cheval. Les deux races à l'origine du Duroc sont alors bien différentes. Le Duroc est plus petit que le Jersey Red, mais a des os plus fins et une carcasse de meilleure qualité. Dans les années 1860, des croisements sont réalisés entre Jersey Red et Duroc, et on obtient des animaux intermédiaires entre les deux races. Celles-ci continuent de se rapprocher et en 1883 est créée l'Association américaine Duroc-Jersey. La race prend rapidement le nom plus court de Duroc, et les différentes associations qui se créées autour d'elles sont regroupées au sein de la United Duroc Swine Registry en 1934
Le duroc est vite apprécié par les éleveurs américains pour sa taille et les qualités de sa viande. Il se développe dans le pays tout au long du XXe siècle pour y devenir une race majeure. À partir des années 1960, la race s'exporte hors des États-Unis pour être utilisée dans divers pays pour réaliser des croisements en vue d'obtenir des verrats terminaux.

## Description

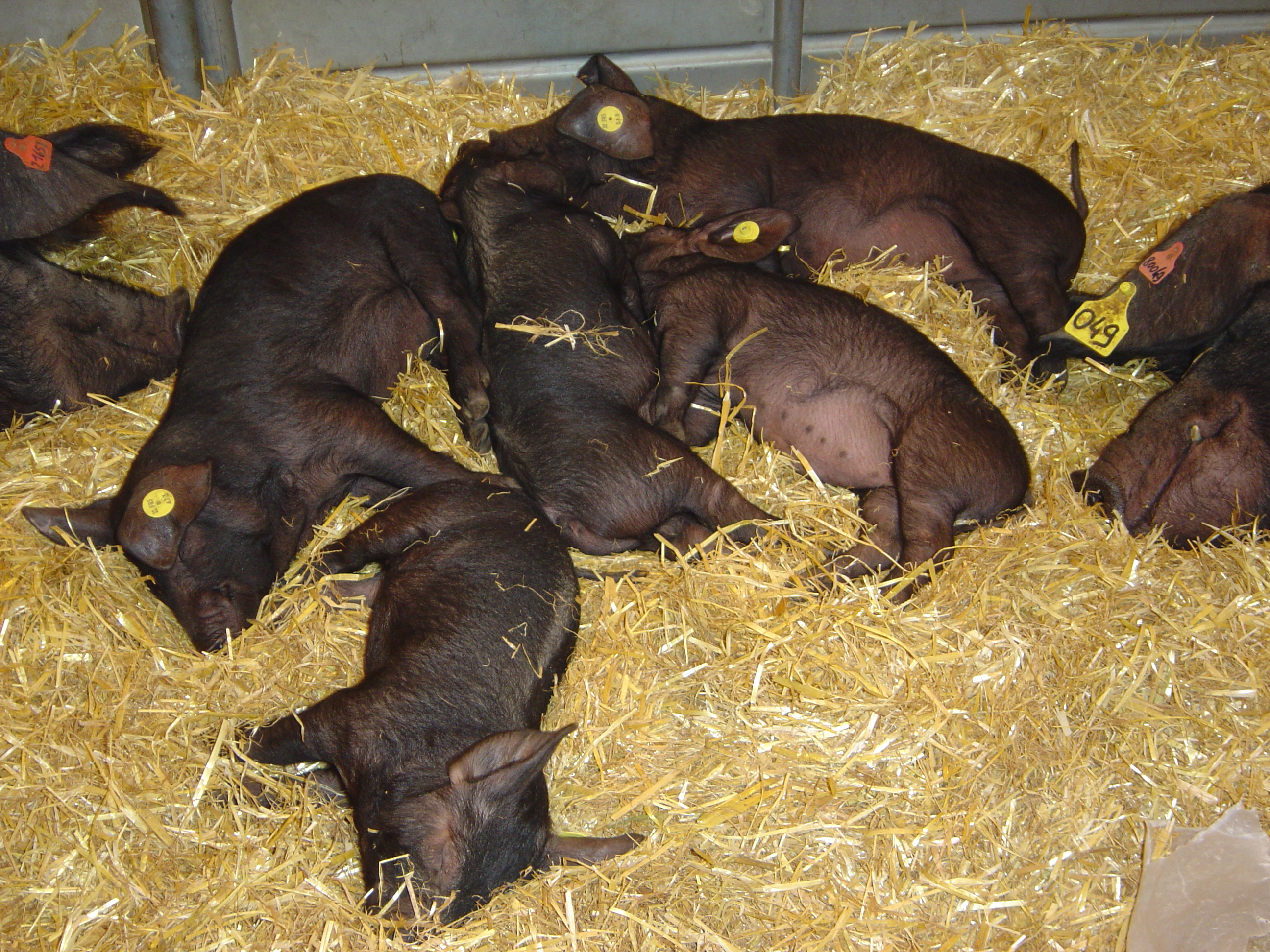
Jeunes porcs duroc

Le duroc est un porc de grande taille, produisant des carcasses lourdes. Sa robe est uniformément rouge, pouvant varier d'une simple couleur doré à un rouge-brique foncé. Elle ne doit comporter aucune tache blanche et un nombre très limité de taches noires pour que l'animal soit enregistré comme duroc. Il porte de petites oreilles tombantes. Le duroc, particulièrement le mâle, a la réputation d'être très agressif.

## Aptitudes
Le Duroc doit essentiellement son succès à ses fortes performances de croissance, qui restent toutefois inférieures à celles du large white, et à la qualité de sa viande, plus richement pourvue en gras intramusculaire que celle des autres races, sans que sa carcasse soit trop grasse. C'est une race rustique et robuste, assez résistante au stress. Par contre, ses aptitudes à la reproduction sont très modestes, et il se montre peu productif avec en moyenne 8 à 8,5 porcelets sevrés par portée. C'est en outre une race qui arrive tard à maturité.
Ainsi, ces caractéristiques le classent plutôt dans les races de type « mâle », et on l'utilise dans les croisements visant à obtenir des verrats terminaux.

## Sélection
La sélection en race pure du duroc est essentiellement effectuée aux États-Unis sous l'égide de la United Duroc Swine Registry, organisme faisant partie du National Swine Registry. On vise par la sélection à consolider les performances de croissance du duroc, tout en améliorant les qualités maternelles qui sont son défaut majeur.

## Diffusion
Après sa création dans les États de New York et New Jersey, la race s'étend aux régions voisines, et les États de l'Ohio, du Kentucky, de l'Illinois, de l'Indiana, de l'Iowa et du Nebraska voient rapidement le duroc se développer dans les élevages, et vont contribuer à l'amélioration de la race. En 2005, elle est la seconde race porcine américaine en termes de truies inscrites.
Le Duroc est également présent un peu partout en Europe depuis les années 1960, où il est utilisé comme verrat terminal en croisement ou en race pure, notamment au Danemark. Il a également été exporté en Océanie depuis le début du XXe siècle.